# Ferdinand, Indiana
Ferdinand är en kommun (town) i Dubois County i Indiana. Orten har fått sitt namn efter Ferdinand I av Österrike. Vid 2010 års folkräkning hade Ferdinand 2 157 invånare.

## Kända personer från Ferdinand
- Sue Ellspermann, politiker